# Pelador

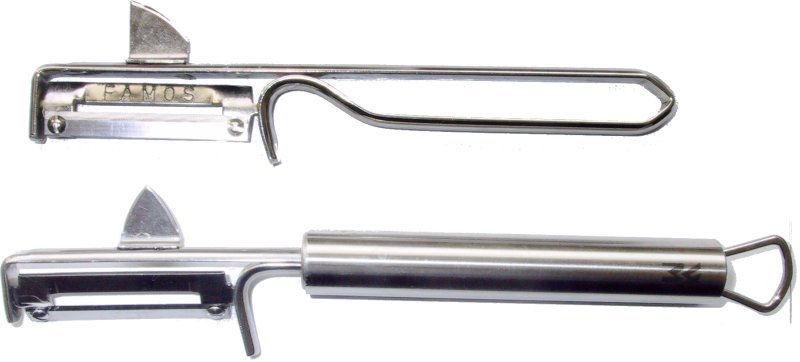
Pelador, modelo "FAMOS" y algunas de sus variantes.

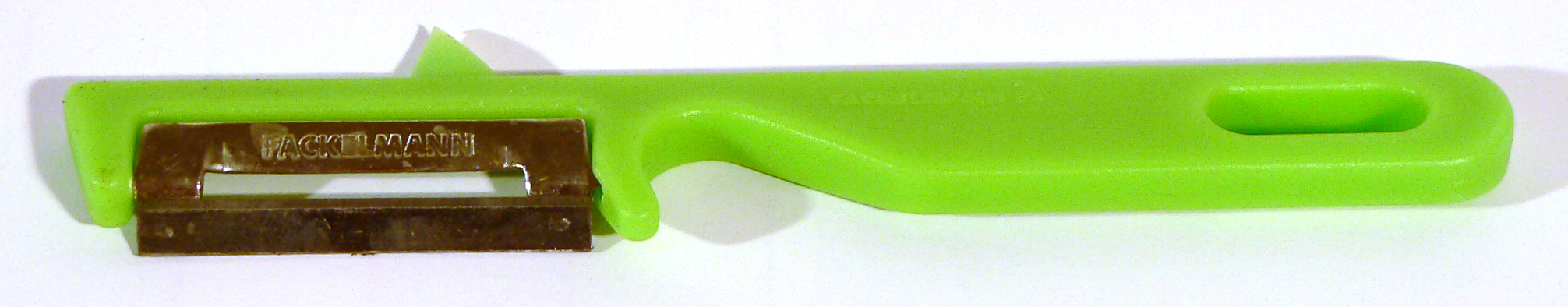
Pelador con mango de plástico.

El pelador —también llamado pelapapas o pelapatatas debido a uno de sus usos más frecuentes— es un instrumento de cocina empleado para pelar generalmente verduras u hortalizas de piel dura capaces de ser laminadas. Se puede decir que este utensilio es una especie de cuchillo con diferente agarre del convencional y una hoja de cortar (cuchilla) móvil, la cual permite que el corte se vaya adaptando a los contornos irregulares de las frutas y verduras cuya cáscara se desee mondar.
La operación de pelar las frutas y verduras se ha realizado tradicionalmente con cuchillos de hoja corta y algo curvada, sin embargo, esta operación puede resultar tediosa o arriesgada; el pelador ha logrado triplicar[cita requerida] la velocidad de pelado sin riesgo de corte de los dedos.

## Historia
El inventor de este aparato tan útil para la cocina es Alfred Neweczeral, que en 1947 patentó este instrumento con el nombre de "REX". La familia de Alfred procede de Neweczeral (Suiza), todos ellos fueron inmigrantes a EE. UU. Su hijo fue el que llevó el negocio desde Suiza en la empresa Zena AG, construyendo el modelo "Rex". La producción de peladores de esta marca ha sido un éxito ya que desde el año 1947 hasta el 2000 han logrado vender cerca de 60 millones de piezas.